# Dlhá nad Kysucou
Dlhá nad Kysucou é um município da Eslováquia, situado no distrito de Čadca, na região de Žilina. Tem 12,26 km² de área e sua população em 2018 foi estimada em 616 habitantes.

## Demografia
| Ano:        | 1994 | 2004   | 2014    | 2024   |
| ----------- | ---- | ------ | ------- | ------ |
| Broj ljudi: | 480  | 503    | 633     | 619    |
| Razlika:    |      | +4,79% | +25,84% | -2,21% |

| Ano:               | 2023 | 2024   |
| ------------------ | ---- | ------ |
| Número de pessoas: | 620  | 619    |
| Diferença:         |      | -0,16% |